# 相模原市農業協同組合

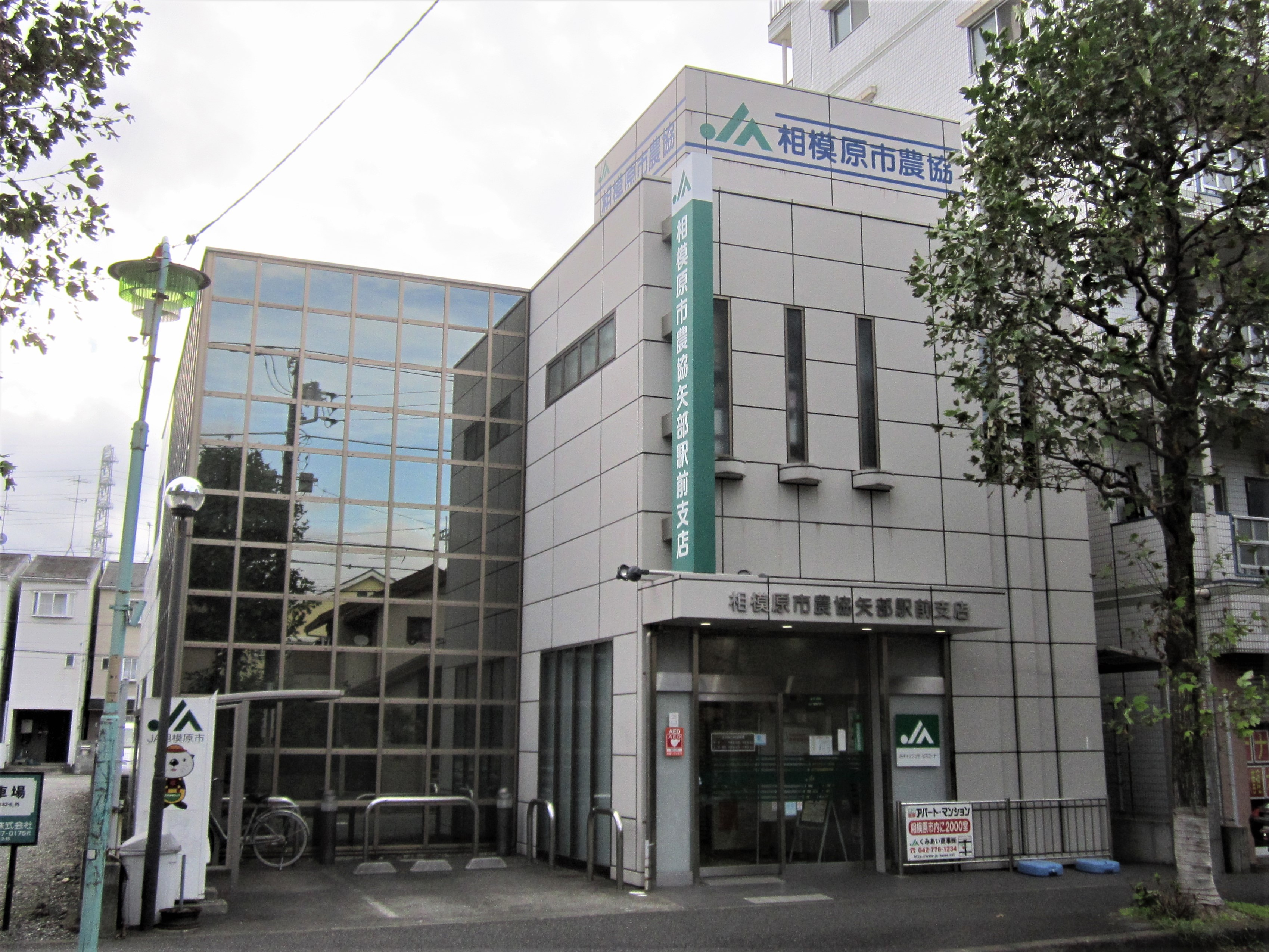
相模原市農業協同組合 矢部駅前支店

相模原市農業協同組合（さがみはらしのうぎょうきょうどうくみあい）は、神奈川県相模原市中央区中央に本店を置く農業協同組合。相模原市内のうち城山町・津久井町・相模湖町・藤野町の旧津久井郡を除いた地域を管轄地域としている。JA相模原市ともいう。組合員数：28,286名、職員数：576名（2018年（平成30年）2月末現在）。

## 沿革
- 1948年（昭和23年）8月　高座郡相模原町に、8農業協同組合（旭、大野、相模大野、大沢、田名、上溝、麻溝、新磯）及び田名畜産農業協同組合が設立される。
- 1954年（昭和29年）11月20日　市制を施行し、相模原市となる。
- 1963年（昭和38年）10月18日　相模大野農業協同組合を除く市内7農業協同組合と田名畜産農業協同組合が合併し、相模原市農業協同組合が設立される。
- 1980年（昭和55年）9月　相模大野農業協同組合と合併し、市内（当時）の農業協同組合が一本化する。

## 店舗
- 本店、新磯支店、麻溝支店、上溝支店、田名支店、大沢支店、旭支店、大野支店、渕野辺支店、相原支店、中央支店、麻溝台支店、相模大野支店、東林間支店、さがみ夢大通り支店

## 事業
- 信用事業（JAバンク）…信用事業の金融機関コードは5159。
- 共済事業（JA共済）
- 経済事業…販売事業・購買事業・観光事業
- 営農・生活・相談事業

## 関連会社
- くみあい商事株式会社
  - 業務内容：不動産事業
  - 設立年月日：1972年（昭和47年）5月24日
  - 資本金：1,500万円
  - 相模原市農業協同組合出資比率：100％

## その他
- 相模原市は、2006年（平成18年）3月20日に津久井郡津久井町及び相模湖町を編入合併し、2007年（平成19年）3月11日に津久井郡城山町及び藤野町を編入合併した。旧津久井郡4町は神奈川つくい農業協同組合（2018年10月に津久井郡農業協同組合から名称変更）が管轄地域としている。
- 相模原市と旧津久井郡4町との合併協議において、公共的団体等（農業協同組合・商工会議所等の産業経済団体、厚生社会事業団体、教育団体、文化団体、スポーツ団体等、公共的活動を営む全ての団体）の取扱いは、（1）共通の目的を持った団体は、原則として合併時に統合できるよう調整に努める、（2）共通の目的を持った団体で、統合に時間を要する団体は、将来の統合に向けて検討が進められるよう調整に努める、となった。しかし、2014年（平成26年）8月、双方の事業においての構成員の違いや活動内容の調整が進まないことから、津久井郡農業協同組合と当組合の合併協議は断念した[2]。